# Termitophorides
Termitophorides är ett släkte av tvåvingar. Termitophorides ingår i familjen puckelflugor.
Kladogram enligt Catalogue of Life:
| Termitophorides | \| \| Termitophorides heterospinalis \| \| \| \| \| \| Termitophorides setiger \| \| \| \| |
|                 | \| \| Termitophorides heterospinalis \| \| \| \| \| \| Termitophorides setiger \| \| \| \| |
|                 | Termitophorides heterospinalis                                                             |
|                 |                                                                                            |
|                 | Termitophorides setiger                                                                    |
|                 |                                                                                            |